# Pietro Damini
Pietro Damini (Castelfranco Veneto, 1592 – Padova, 28 luglio 1631) è stato un pittore italiano.

## Biografia

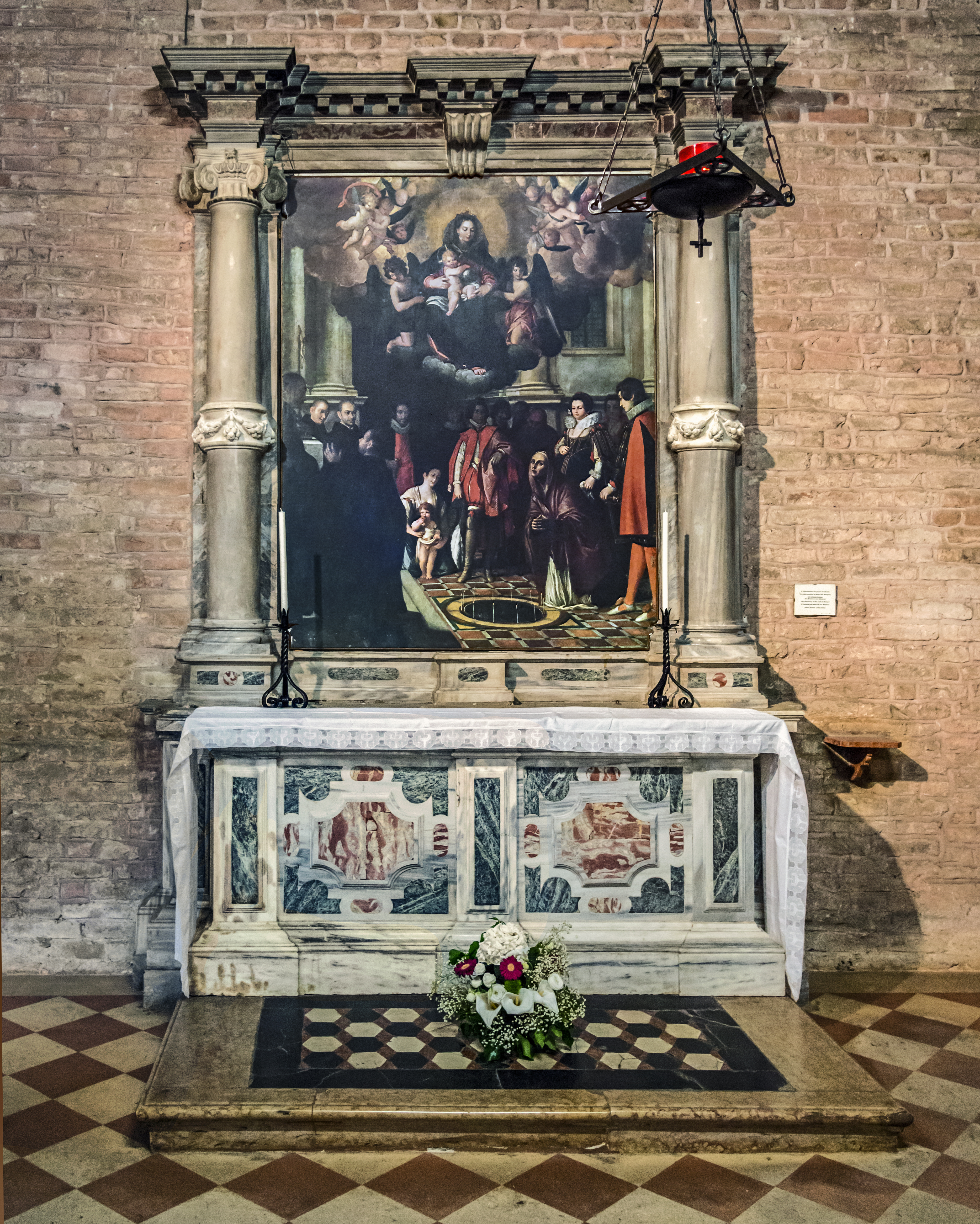
Il ritrovamento del pozzo dei Martiri, Padova, Basilica di Santa Giustina.

Esponente del tardo Rinascimento, fu allievo di Giovanni Battista Novelli. Dimostrò una precoce abilità, ma ha sperimentato vari stili, ora naturalista, ora idealista, ora imitatore del Tiziano.

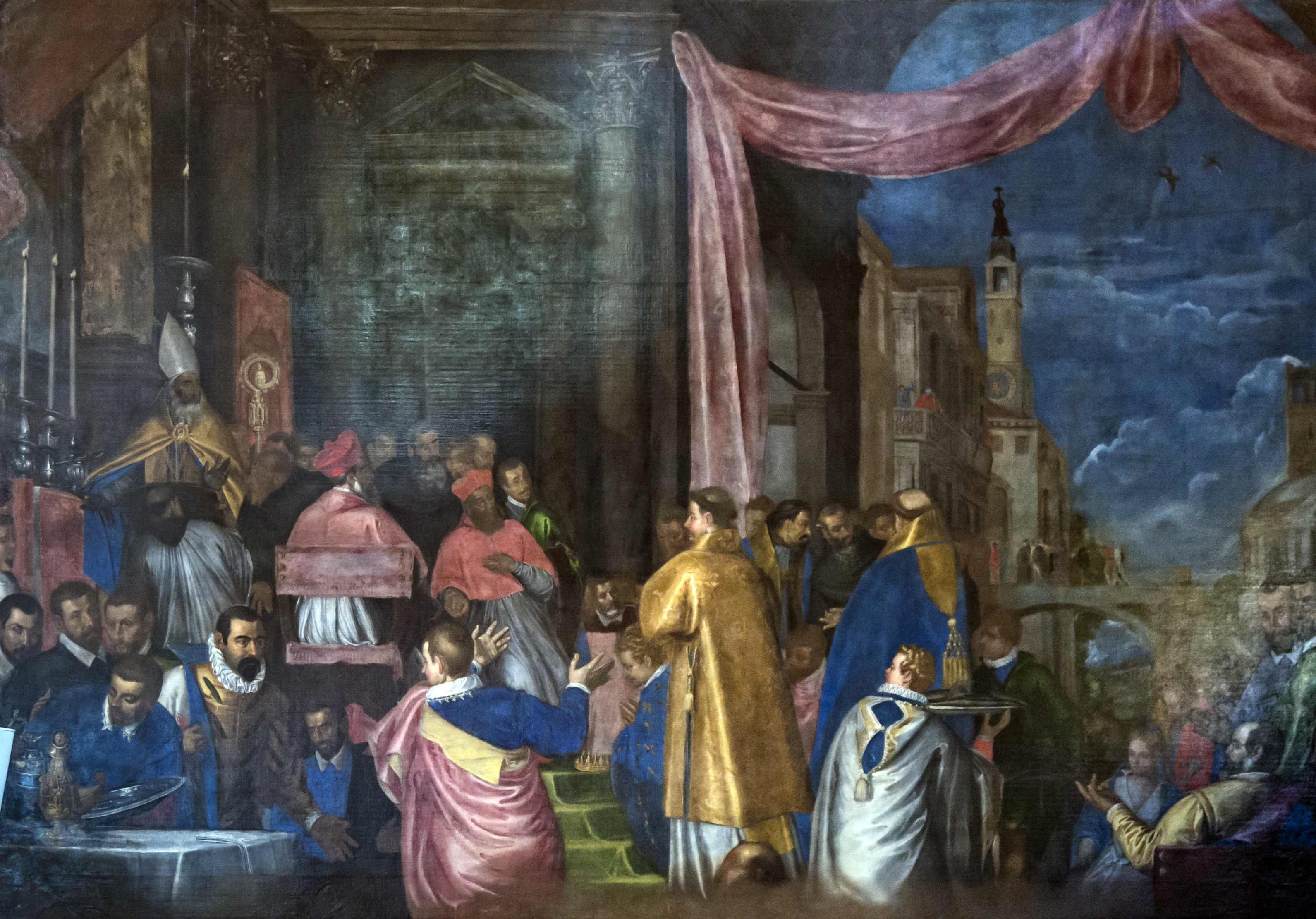
San Ludovico di Tolosa consacrato vescovo di Tolosa, Venezia, Chiesa di Sant'Alvise.

Tra i suoi lavori, Cristo consegna le chiavi a san Pietro per la chiesa di San Clemente a Padova, la Crocifissione per la Basilica di Sant'Antonio e Il ritrovamento del pozzo dei Martiri, pala che orna l'altare in fondo al Corridoio dei Martiri nella Basilica di Santa Giustina. Nella parrocchiale di Telgate è presente il Battesimo di Cristo. Nel duomo di Asolo vi è la pala di San Prosdocimo con san Nicola.
Nel duomo di Loreo, in Polesine, si trova una sua pala d'altare recante il Miracolo della Madonna del Rosario che salva una donna dal marito geloso.
L'Accademia Tadini, a Lovere, conserva il Battesimo di sant'Agostino proveniente da una chiesa di Crema e il Ritratto del teologo Serafino Facio.
Morì durante la peste del Seicento. I suoi fratelli Giorgio e Damina furono pure pittori.